# 森田澄
森田 澄（もりた とおる、1995年1月10日 - ）は、元ラグビーユニオンの選手。兄は森田諒。

## プロフィール
- 奈良県天理市出身。
- ポジションはセンター(CTB)。
- 身長 185cm、体重 92kg
- ニックネームはとおる。

## 略歴
2013年、天理高校卒業後、明治大学に入る。
2017年、明治大学卒業後、清水建設ブルーシャークス(現・清水建設江東ブルーシャークス)に加入。同年9月9日に行われたトップイーストリーグDiv.1第1節の秋田ノーザンブレッツ戦に先発出場で公式戦初出場を果たす。
2024年5月、清水建設江東ブルーシャークスを退団。